# José Fiscal
José Gregorio Fiscal López (Valverde del Camino[cita requerida], Huelva, 1968) es un político español, que ocupó el cargo de consejero de Medio Ambiente y Ordenación del Territorio de la Junta de Andalucía desde 2015 hasta 2019.

## Biografía
José Fiscal es licenciado en Ciencias de la Información por la Universidad Complutense de Madrid. Desde agosto de 2012 hasta junio de 2015 desempeñó el cargo de delegado del Gobierno de la Junta en Huelva.
Dentro de la Administración autonómica fue director general de Cambio Climático y Medio Ambiente Urbano (2010-2012), además de jefe de gabinete de la Consejería de Medio Ambiente. Ocupó también cargos como asesor de comunicación de la Subdelegación del Gobierno en Huelva (2007-2008) y como jefe de gabinete de la Presidencia de la Diputación Provincial onubense (2003-2007).
En su trayectoria profesional como periodista, José Gregorio Fiscal ha sido jefe de prensa del Ayuntamiento de Lepe, redactor jefe del periódico La Voz de Huelva y corresponsal de la Agencia Efe en esta provincia.